# 肯塔基大学植物园

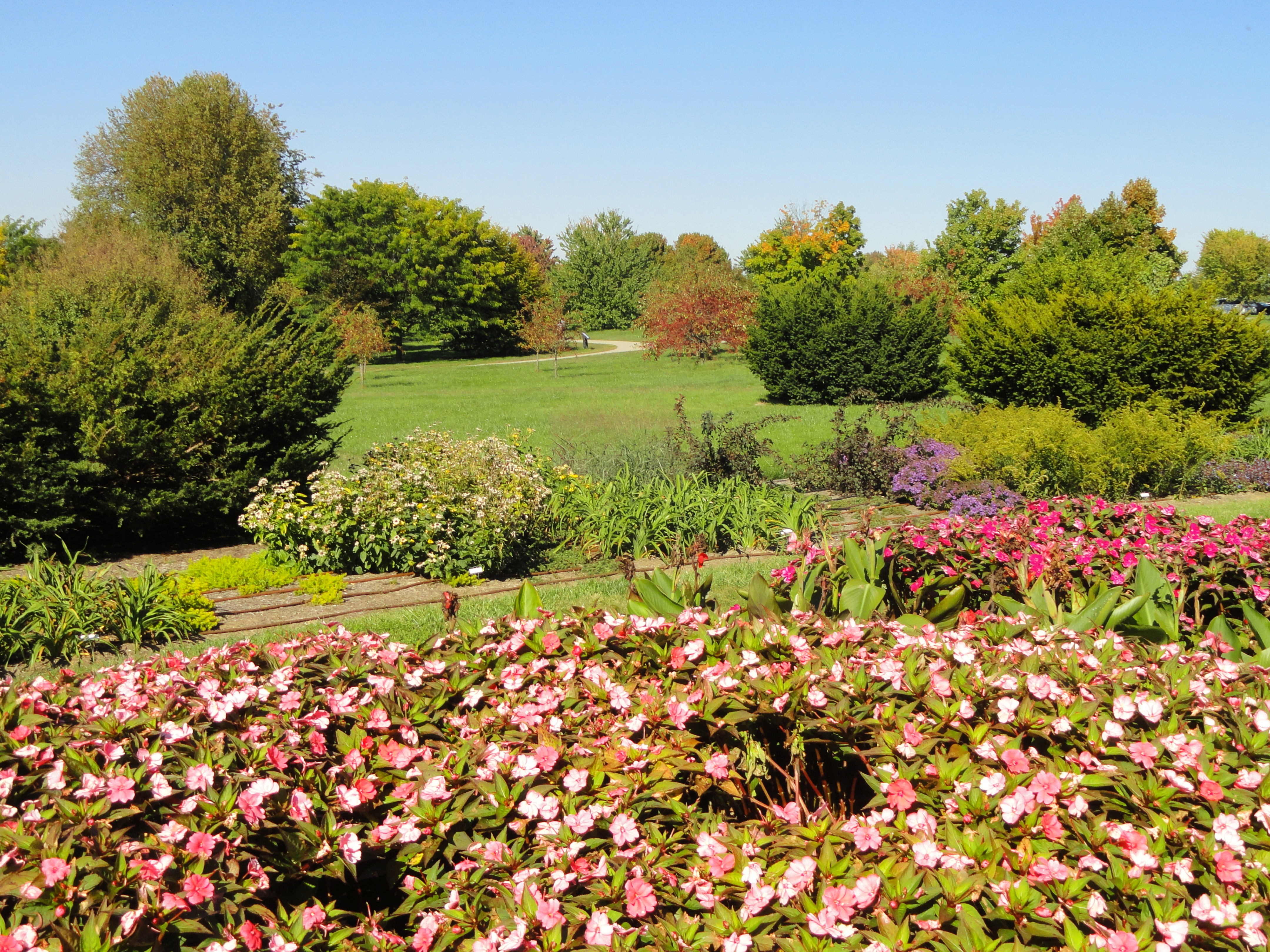
肯塔基大学植物园

肯塔基大学植物园（英語：University of Kentucky Arboretum）又称肯塔基州州立植物园（英語：Arboretum, State Botanical Garden of Kentucky）或莱克星顿植物园，是位于美国肯塔基州莱克星顿的肯塔基大学校园内的植物园，占地约40公顷（约100英亩）。植物园有18种原产肯塔基的树木和80余种原产肯塔基的植物，共有超过一千二百种美国原产植物，全年对公众开放。
植物园包含肯塔基儿童乐园、家庭示范园，其中包括菜园、药草园、家庭水果和坚果园、玫瑰园、香料园，多年生植物收藏、地被植物示范、木本植物收藏和模拟肯塔基州的七个区域景观的“穿越肯塔基”区域。不同的区域使得植物园可以根据肯塔基州的不同地区来创建不同的学习活动。欢迎当地学校的学生来参观和参加蝴蝶的生命等活动，提升动手能力。年龄较大的爱好自然的学生可以参与家庭花园展示的活动。

## 历史与现状
1940年起，在这块区域的林地上就开展了科学研究。1968年美国农业部自然资源保护局绘制的土壤图中这里主要是莫里粉砂壤土。最近的一份地图将土壤重新定义为莫里和蓝草的混合物。他们发现植物园的树冠以黑胡桃树为主，副树冠以朴树为主。这些树均原产于该地区，但也有黄杨等原生植物是从1950年代之后才种植在植物园中。此外在1950年代，肯塔基大学的林业系竖起了高1.5米的铁丝网，将牛和鹿等动物排除在外，同时以便追踪不受干扰的植物生长情况。1990年肯塔基大学农业、食品和环境学院将此处土地捐出与莱克星顿市共管，翌年在这块地上建立了植物园。当时这片区域为非原生的入侵植物所占据，之后管理者和志愿者的一项重要任务就是去除入侵植物，种植原生植物。1990年代其中的非本地灌木如金银忍冬和卫矛被清除。
植物园每年会举办植物园日活动，这代表着每年4月-10月的旺季的开始。1994年儿童乐园的构想被提出,2007年开始进行建设。今日很多植物园的游客可以在植物园散步，他们的孩子可以在儿童乐园玩耍植物园夏季也会有露天演出和音乐会等活动。植物园之友这个组织对肯塔基大学植物园给予支持，他们提供很多植物园的志愿者机会2014年植物园园长设立了包括扩建游客中心和对抗入侵植物在内的一系列目标。肯塔基州和莱克星顿市会给予资金支持，但要完成这些目标还面临着资金缺口。2021年4月，肯塔基大学研究入侵植物的班级来到植物园，发现扶芳藤，他们清除了扶芳藤之后，发现这块区域原有的延龄草属植物重新开始生长了。 